# Campeonato Europeo de Rugby League 1950/51
El Campeonato Europeo de Rugby League de 1950/51 fue la undécima edición del principal torneo europeo de Rugby League.

## Equipos
- Francia
- Gales
- Inglaterra
- Otras Nacionalidades (Selección formada por jugadores de Australia, Fiyi, Irlanda, Nueva Zelanda y Sudáfrica).

## Posiciones
| Equipo               | Encuentros | Encuentros | Encuentros | Encuentros | Tantos  | Tantos    | Tantos     | Puntos |
| Equipo               | jugados    | ganados    | empatados  | perdidos   | a favor | en contra | diferencia | Puntos |
| -------------------- | ---------- | ---------- | ---------- | ---------- | ------- | --------- | ---------- | ------ |
| Francia              | 3          | 2          | 0          | 1          | 53      | 30        | +23        | 4      |
| Otras Nacionalidades | 3          | 2          | 0          | 1          | 65      | 47        | +18        | 4      |
| Inglaterra           | 3          | 2          | 0          | 1          | 46      | 48        | -2         | 4      |
| Gales                | 3          | 0          | 0          | 3          | 38      | 77        | -39        | 0      |

Nota: Se otorgan 2 puntos al equipo que gane un partido, 1 al que empate y 0 al que pierda.
|  | Campeón |

## Resultados
| 14 de octubre de 1950 | Inglaterra | 22 - 4 | Gales |  |  |

| 11 de noviembre de 1950 | Inglaterra | 14 - 9 | Francia |  |  |

| 10 de diciembre de 1950 | Francia | 16 - 3 | Otras Nacionalidades |  |  |

| 31 de marzo de 1951 | Otras Nacionalidades | 27 - 21 | Gales |  |  |

| 11 de abril de 1951 | Otras Nacionalidades | 35 - 10 | Inglaterra |  |  |

| 15 de abril de 1951 | Francia | 28 - 13 | Gales |  |  |

| Bandera de Francia |
| Campeón Francia    |
| Tercer título      |